# ستيفاني ميريت
ستيفاني ميريت (بالإنجليزية: Stephanie Merritt)‏ (1974، سري في المملكة المتحدة)؛ ناقدة، صحفية وروائية بريطانية.